# Joseph Dube
Joseph Douglas Dube (Altha, 15 febbraio 1944) è un ex sollevatore statunitense medagliato olimpico e campione mondiale che ha gareggiato nelle categorie dei pesi massimi (oltre 90 kg.) e dei pesi supermassimi (oltre 110 kg.).

## Carriera
Iniziò a sollevare pesi nel 1958, ispirandosi al campione statunitense Paul Anderson.
Nel 1967 colse il primo importante successo della sua carriera, aggiudicandosi la medaglia d'oro nella categoria dei pesi massimi ai Giochi Panamericani di Winnipeg.
L'anno seguente vinse la medaglia di bronzo alle Olimpiadi di Città del Messico 1968 con 555 kg. nel totale di tre prove, terminando dietro al sovietico Leonid Žabotyns'kyj (572,5 kg.) ed al belga Serge Reding (555 kg.), il quale, con lo stesso risultato nel totale, si aggiudicò l'argento grazie al suo peso corporeo inferiore rispetto a Dube. In quell'edizione la competizione olimpica era valida anche come Campionato mondiale.
Nel 1969 Joseph Dube conseguì il più grande successo della sua carriera, vincendo la medaglia d'oro nella categoria dei pesi supermassimi ai Campionati mondiali di Varsavia con 577,5 kg. nel totale, battendo Reding ed il sovietico Stanislav Batiščev, entrambi con 570 kg.
Nel 1970 giunse al 4º posto ai Campionati mondiali di Columbus con lo stesso risultato nel totale con il quale si laureò campione del mondo l'anno precedente.
Nel 1972 Dube si ritirò dall'attività agonistica a causa di un infortunio, rientrando in attività nel 1979 e ritirandosi definitivamente nel 1982. Successivamente lavorò nel settore assicurativo, nel quale già operava quando era ancora un atleta.
Nel corso della sua carriera realizzò due record mondiali nella prova di distensione lenta della categoria dei pesi massimi.